# Список найвідоміших замків
|  | Службовий список статей, створений для координації робіт з розвитку теми. Це попередження не встановлюється на інформаційні списки і глосарії. |

## Австрія
- Гохостервітц
- Розенбург
- Хоенверфен
- Замки Австрії

## Азербайджан
- Дівоча вежа (Баку)
- Фортеця Гялярсян - Герярсян
- Круглий замок (Мардакян)
- Фортеця Алінджа-Кала
- Нардаранська фортеця
- Сабаїловський замок
- Чотирикутна вежа в Раман
- Чотирикутний замок (Мардакян)

## Вірменія
- Амберд
- Арін-Берд
- Ахтала
- Джраберд
- Фортеця Гарні
- Тавуш

## Білорусь
опис декількох замків
- Борисовський замок
- Берестейський замок
- Гераненський замок
- Гольшанський замок
- Новий замок (Гродно)
- Старий замок (Гродно)
- Заславський замок
- Кам'янецька вежа
- Коссовський замок
- Кревський замок
- Лідський замок
- Любчанський замок
- Мирський замок
- Несвізький замок
- Новогрудський замок
- Смілянський замок
- Ружанський замок
- Чашніцький замок

## Бельгія
- Замок Стен в Антверпені
- Замок Герару Диявола в Генті
- Замок графів Фландрії в Генті

## Болгарія
- Баба Віда
- Асенова фортеця

## Велика Британія
- Список замків Англії
- Список замків Шотландії
- Список замків Уельсу
- Список замків Північної Ірландії

## Німеччина

### Списки
- Замки Баварії
- Замки Баден-Вюртемберга
- Замки Бранденбурга
- Замки Гессена
- Замки Мекленбурга - Передньої Померанії
- Замки Нижньої Саксонії
- Замки Рейнланд-Пфальца
- Замки Саара
- Замки Саксонії
- Замки Саксонії-Ангальт
- Замки Північного Рейну - Вестфалії
- Замки Тюрінгії
- Замки Шлезвіг-Гольштейна
- Замки Берліна
- Замки Бремена
- Замки Гамбурга
- Замки Дрездена
- Замки Дюссельдорфа
- Замки Мюнхена

### Найвідоміші замки
- Замок Вартбург у Тюрінгії
- Замок Гейдельберг у Гейдельберзі
- Замок Глюксбургів під Фленсбургом
- Замок Колдіц, близько Лейпцига
- Замок Ліндерхоф у Баварії
- Замок Моріцбург у Дрездені
- Замок Нойшванштайн у Баварії
- Замок Херренкімзе в Баварії
- Замок Хоеншванґау в Баварії
- Замок Ельц у долині Мозеля

## Греція
- Аракловон

## Грузія
- Метехський замок у Тбілісі
- Ананурі
- Нарікала в Тбілісі
- Фортеця Горісціхе в Горі

## Данія
- Гавне
- Замок Фредеріксборг

## Ізраїль
- Фортеця Бельвуар
- Замок Монфор

## Ірландія
- Список замків Ірландії

## Іспанія
- Список замків Іспанії
- Альгамбра

## Італія
Список замків Італії 
- Сфорца замок у Мілані

## Республіка Корея
- Фортеця Хвасон

## Куба
- Реаль-Фуерса

## Латвія
- Дінабурський замок
- Ризький замок
- Замок мечоносців у Сігулді
- Турайдський замок
- Венденський замок
- Баускаий замок

## Литва
- Вільнюський замок XIV—XV ст.
- Біржайський замок XVI ст.
- Каунаський замок XIV—XV ст.
- Клайпедський замок XIV—XVI ст.
- Мединінкайський замок XIV ст.
- Норвілішкський замок XVII ст.
- Панемунський замок XVII ст.
- Раудондварисський замок XVII ст.
- Раудонський замок XVI ст.
- Сесікайський замок XVI ст.
- Тракайський замок XIV—XV ст.

## Монголія
- Замок на Штучному озері[en]
- Монгол шілтгеен[en]
- Орду-Балик
- Казначейська фортеця
- Цагаан байшін князя Цогто

## Нагірно-Карабаська Республіка
- Майраберд
- Качагакаберд
- Тумасаберд
- Джраберд
- Хоханаберд
- Качахакаберд
- Тигранакерт
- Андаберд
- Шуші

## Нідерланди
- Бінненгоф
- Левенстейн

## Польща
- Красичинський замок
- Бендзинський замок
- Ланьцуцький замок
- Вавель
- Марієнбург
- Дзиковський замок
- Замок у Венецьї
- Королівський замок у Варшаві
- Люблинський замок
- Уяздовський замок
- Список замків Польщі

## Португалія
- Замок Обідуш
- Торре де Белем у Лісабоні
- Замок Альмурол
- Замок Томар

## Росія
- Бутирський тюремний замок у Москві
- Виборзький замок у Виборзі
- Інженерний замок у Санкт-Петербурзі
- Литовський замок у Санкт-Петербурзі
- Пріоратський замок у Гатчині
- Замки Калінінградській області — оглядова інформація та список
  - Замок Бальга
  - Замок Бранденбург
  - Замок Кенігсберг
- Кремлі, що збереглися до наших днів
  - Московський кремль
  - Новгородський кремль
  - Казанський кремль
  - Нижньогородський кремль
  - Псковський кремль
  - Смоленський кремль
  - Коломенський кремль
  - Астраханський кремль
  - Зарайський кремль
  - Тобольський кремль
  - Тульський кремль
  - Суздальський кремль
  - Ростовський кремль
  - Олександрівський кремль

Повний список можна знайти у статті «Кремль».

## Сирія
- Фортеця Крак де Шевальє
- Фортеця Алеппо

## Словаччина
- Старий і Новий замки в Банській Штявниці
- Бетліар
- Бецков
- Бзовік
- Бітчьянський Град
- Бойницький замок
- Братиславський Град
- Будатин
- Будмериці
- Галицький замок
- Голічський замок
- Девін
- Замок Свєти Антон
- Зволенський замок
- Замок в Ілава
- Кежмарський Замок
- Красна Гурка
- Замок у Кремниці
- Левіце
- Ліптовські градок
- Любовнянський град
- Замок у Нітрі
- Оравські Град
- Смоленіцькій замок
- Спішський Град
- Стречньянський Град
- Тренч'янський Град
- Філяковський Град
- Червене Камінь
- Шарішський Град

## Словенія
- Замок Оточец
- Пред'ямський замок
- Богеншперк
- Люблянський замок

## Україна
Усі замки України [Архівовано 13 грудня 2017 у Wayback Machine.]
Замки і фортеці України очима автотуриста
- Фортеця Алустон
- Білгород-Дністровська фортеця
- Бережанський замок
- Бердичівський замок
- Бродівський замок
- Бучацький замок
- Генуезька фортеця (Феодосія)
- Голосковичський замок
- Добромильський замок (замок Гербуртів)
- Дубенський замок
- Жовківський замок
- Збаразький замок
- Золочівський замок
- Золотопотіцький замок
- Стара Кам'янець-Подільська фортеця
- Качі-Кальон
- Київський замок
- Клеванський замок
- Корецький замок
- Кременецький замок
- Кудринецький замок
- Киз-Кулле-Бурун
- Летичівський замок
- Луцький замок
- Львівський замок (Високий замок)
- Низький замок
- Мангуп-Кале
- Меджибізький замок
- Микулинецький замок
- Мукачівський замок (замок Паланок)
- Невицький замок
- Озаринецький замок
- Олеський замок
- Острозький замок
- Панівецький замок
- Пнівський замок
- Підгорецький замок
- Поморянський замок
- П'ятничанський замок
- Раковецький замок
- Сатанівський замок
- Свірзький замок
- Скала-Подільський замок
- Скалатський замок
- Старокостянтинівський замок
- Судацька фортеця
- Сидорівський замок
- Тернопільський замок
- Тепе-Кермен
- Ужгородський замок
- Хотинський замок
- Хустський замок
- Чембало
- Червоноградський замок
- Чорнокозинський замок
- Чинадієвський замок
- Чуфут-Кале
- Ескі-Кермен
- Язловецький замок

## Фінляндія
- Фортеця Олавінлінна на озері Саймаа
- Замок Турку

## Франція
- Анжерський замок
- Замок Блуа
- Замок Валансе
- Замок Вансан
- Замок Гієнь
- Замок Кусі
- Замок Іф
- Замок Монсоро
- Замок Плессі-Бурре
- Замок П'єрфон
- Замок Шамбор
- Замок Шенонсо
- Замок Шинон
- Мадридський замок у Парижі

## Хорватія
- Тракошчан
- Трсат

## Чехія
- Бехіне
- Віткув Камен
- Вишеград у Празі
- Вишший Брід
- Звіков
- Злата Коруна
- Гелфенбурк
- Дівчі Камен
- Йінджіхув Градец
- Камен
- Карлштейн
- Кестржани
- Кратохвілу
- Ландштейн
- Орлик
- Подебради
- Празький Град
- Рабі
- Рожмберк над Влтавою
- Хоустнік
- Червена Лгота
- Чеський Крумлов
- Шельберк

## Швейцарія
- Замок Шильон на Женевському озері в кантоні Во
- Замок Монтебелло
- Фортечні споруди Беллінцони (Кастельгранде, Монтебелло і Сассо Корбато)

## Швеція
- Вадстенський замок
- Гріпсхольм
- Кальмарський замок
- Софієро

## Норвегія
- Фортеця Акерсхус
- Фортеця Бергенхус
- Фортеця Тенсберг
- Фортеця Фредрікстен
- Замок Еґеберґ
- Замок Оскарсхолл
- Замок Сверресборг
- Замок Стейнвікхолм
- Замок Хоконсхаллен

## Естонія
- Список замків Естонії
- Замок Тоомпеа в Таллінні
- Нарвський замок
- Фортеця Вастселійна
- Фортеця (замок) Пильтсамаа
- Фортеця (фортеця-миза) Пуртсе
- Фортеця і миза Кійю
- Фортеця і миза Ліхула
- Фортеця і миза Поркуні
- Фортеця Курессааре
- Фортеця Раквере
- Фортеця Тоолсе

## Японія
- Список замків Японії
- Замок Осака